# 屠龙剑IV 屠龙家族
《屠龙剑IV 屠龙家族》是一款由日本Falcom制作和发行的動作角色扮演遊戲。本游戏于1987年7月17日在日本地区FC游戏机发行。游戏后于1987年在MSX和MSX2发行。
游戏中的沃曾（ウォーゼン）一家为了打倒被困在地下迷宫的画中的古老巨龙「迪尔吉奥斯」（ディルギオス），决定踏上冒险之旅。他们闯入迷宫，寻找由四顶王冠守护的「屠龙剑」（ドラゴンスレイヤー）。只有使用这把剑才能击败巨龙。